# Srednji detel
Srednji detel (znanstveno ime Dendrocoptes medius) je evropska vrsta drevesnih ptic iz družine žoln.

## Opis
Odrasli srednji detel doseže v dolžino med 20 in 22 cm, po večini pa se zadržuje na drevesih, kjer med drevesno skorjo išče hrano, ki je sestavljena pretežno iz žuželk in njihovih ličink. Občasno se hrani tudi z drevesnim sokom. Samec in samica se med seboj po zunanji podobi ne razlikujeta. Zgornja stran glave je rdeča, trebuh je belkaste, spodnji del trebuha in repa pa je svetlo rdeče barve. Med parjenjem ta vrsta v deblo ali debelejšo vejo izdolbe luknjo, premera okoli 5 cm, v kateri si naredi gnezdo, v katerega nato samica izleže od 4 do 8 belih jajc. Iz jajc se po 11 do 14 dneh v marcu ali aprilu izvalijo mladiči, ki so gnezdomci.
Oglaša se s počasnim gvayk gvayk gvayk gvayk gvayk ter hitrim kik kekekekek.
V Sloveniji so največje populacije v nižinskih gozdovih reke Mure in v Krakovskem gozdu, kjer živi nekaj 100 parov te vrste..

## Podvrste
Priznane so štiri podvrste:
- D. m. medius (Linnaeus, 1758) – Evropa do zahodne Rusije
- D. m. caucasicus (Bianchi), 1905 – severna Turčija, Kavkaz
- D. m. anatoliae (Hartert, 1912) – zahodna in južna Turčija
- D. m. sanctijohannis (Blanford, 1873) – gorovje Zagros (jugozahodni Iran)